# Шумаки (Білорусь)
Шумаки (біл. Шумакі) — село в Білорусі, у Берестейському районі Берестейської області. Орган місцевого самоврядування — Клейниківська сільська рада.

## Географія
Розташоване за 2 км від залізничної станції Скоки.

## Історія
У 1921 році село входило до складу гміни Мотикали Берестейського повіту Поліського воєводства Польської Республіки.

## Населення
За переписом населення Білорусі 2009 року чисельність населення села становила 95 осіб.
Станом на 10 вересня 1921 року в селі налічувалося 15 будинків та 101 мешканець, з них:
- 47 чоловіків та 54 жінки;
- 93 православні, 8 римо-католиків;
- 91 українець (русин), 10 поляків.

## Культура
Пам'яткою архітектури села є Спасо-Преображенська церква, зведена 1609 року.